# Andrija Mohorovičić
Andrija Mohorovičić (23. ledna 1857 – 18. prosince 1936 Záhřeb) byl chorvatský seismolog a meteorolog, známý především jako objevitel tzv. Mohorovičićovy vrstvy nespojitosti neboli Mohorovičićovy diskontinuity (označované po něm zkratkou Moho).

## Životopis
Narodil se v přímořském letovisku rakouské monarchie Volosku-Opatiji, kde jeho otec kovář Andrija Mohorovičić koval lodní kotvy. V letech 1875-1879 studoval na Karlo-Ferdinandově univerzitě v Praze matematiku a fyziku, mj. byl žákem Ernsta Macha. Poté se vrátil do Chorvatska. Nastoupil jako učitel na střední školu a pak na námořní školu v Bakaru u Rijeky. Tam založil v roce 1887 meteorologickou observatoř. V roce 1891 se stal profesorem na Technické škole v Záhřebu a ředitelem Státního ústavu pro meteorologii a geodynamiku. V roce 1892 získal doktorát za práci z oboru meteorologie na univerzitě v Záhřebu. Oženil se s dcerou námořního kapitána Silvijí Vernićovou, s níž měl čtyři syny.
Od roku 1900 se jeho hlavním zájmem stala seismologie. Když 8. října 1909 došlo k ničivému zemětřesení s epicentrem v oblasti Pokuplje, 39 km jihovýchodně od Záhřebu, byla tam i v okolí již instalována řada seismografů, které poskytly neocenitelná data, na jejichž základě Mohorovičić učinil nové objevy. Došel k závěru, že seismické vlny se poté, co narazí na hranici mezi různými typy materiálů, odrážejí a lámou. Tuto teorii přednášel budoucím architektům, aby podle toho projektovali odolnější konstrukce objektů. Je považován za zakladatele moderní seismologie.
Pohřben je na záhřebském hřbitově Mirogoj.

## Památky

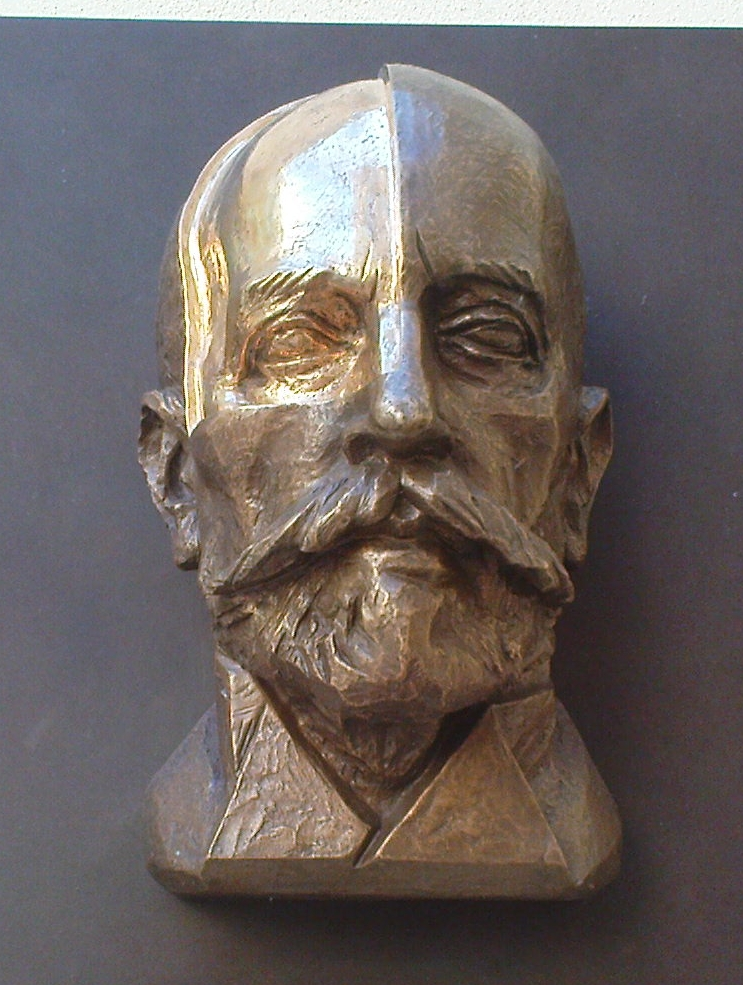
Detail busty z pamětní desky Andriji Mohorovičiće v pražském Klementinu

- Pamětní deska s bustou ze zlacené oceli, kterou vytvořil pražský sochař Martin Zet na objednávku Záhřebské univerzity, byla odhalena v nádvoří pražského Klementina (v někdejším sídle Univerzity Karlovy), 22. září 2011 za účasti chorvatského velvyslance, rektora Záhřebské univerzity a předsedy chorvatského parlamentu.
- Mohorovičić je jméno jednoho kráteru na odvrácené straně Měsíce
- Gymnázium Andriji Mohorovičiće je v Rijece
- 8422 Mohorovičić je jméno asteroidu hlavního pásu, objeveného v roce 1996.
- Andrija Mohorovičić je jméno školní námořní lodi chorvatského námořnictva.[2]